# Ada Salas
Ada Salas (Càceres, 1965) és una poetessa extremenya. És llicenciada en filologia hispànica per la Universitat d'Extremadura. Va impartir classes durant dos anys a França, a la Universitat d'Angers i en l'actualitat és professora de secundària en l'especialitat de llengua i literatura espanyola.
La seva obra ha rebut l'atenció de la crítica i és probablement una de les veus més valorades de la poesia espanyola contemporània. Els seus versos han estat recollits en diverses antologies de nova poesia espanyola, com Ellas tienen la palabra (Hiperión, 1997), Poesía española reciente (1980-2000) (Càtedra, 2001) i La otra joven poesía española (Igitur, 2003). La seva poesia, de vers lliure i poemes molt breus i depurats, busca l'essencial i en aquest sentit se la considera seguidora de la línia marcada per José Ángel Valente.
En el seu llibre Esto no es el silencio l'escriptora busca una poesia menys minimalista, amb poemes de major extensió però que no renuncien a una cerca de l'essencial. Amb aquest llibre va guanyar el XV Premi Ricardo Molina-Ciutat de Córdoba.
El seu primer llibre Art i memòria de l'innocent (1988) va obtenir el Premi Juan Manuel Rozas. Amb Variaciones en blanco va aconseguir el Premi Hiperión de Poesia l'any 1994. En la mateixa editorial va publicar les seves dues següents obres: La sed (1997) i Lugar de la derrota (2003).

## Obres
- Arte y memoria del inocente, Cáceres, Universidad de Extremadura, 1988.
- Variaciones en blanco, Madrid, Hiperión, 1994 (Premio Hiperión 1994).
- La sed, Madrid, Hiperión, 1997.
- Lugar de la derrota, Madrid, Hiperión 2003.
- Alguien aquí. Notas acerca de la escritura poética, Madrid, Hiperión, 2007.
- Esto no es el silencio, Madrid, Hiperión, 2008 (Premio Ciudad de Córdoba-Ricardo Molina 2007).
- No duerme el animal. Poesía 1987-2003, Madrid, Hiperión, 2009.
- Limbo y otros poemas, Valencia, Pre-Textos, 2013.